# Chromosoom 15
Chromosoom 15 is een chromosoom in het menselijk lichaam dat ongeveer 100 miljoen basenparen DNA bevat. Het staat voor 3 tot 3,3 procent van het totale DNA in cellen.

## Te herleiden aandoeningen
Aanleg voor onder meer de volgende aandoeningen is te herleiden tot een fout (een verkeerde structuur of aantal basenparen) op chromosoom 15:
- het syndroom van Angelman
- het syndroom van Bloom
- IDIC-15
- het syndroom van Prader-Willi
- de ziekte van Tay-Sachs
- myopie (bijziendheid)[1]

1 ·
2 ·
3 ·
4 ·
5 ·
6 ·
7 ·
8 ·
9 ·
10 ·
11 ·
12 ·
13 ·
14 ·
15 ·
16 ·
17 ·
18 ·
19 ·
20 ·
21 ·
22 ·
X ·
Y